# Grozăvești (métro de Bucarest)
Grozăvești est une station de métro roumaine de la ligne M1 du métro de Bucarest. Elle est située dans le quartier de Grozăvești, Sector 6 de la ville de Bucarest. établie sur une rive de la Dâmbovița elle dessert notamment des campus d'universités.
Elle est mise en service en 1975.
Exploitée par Metrorex elle est desservie par les rames de la ligne M1, qui circulent quotidiennement entre 5 h 0 et 23 h 0 (heure de départ des terminus). Une station du Tramway de Bucarest et un arrêt de bus sont situés à proximité.

## Situation sur le réseau
Établie en souterrain la station Grozăvești dispose d'une plateforme de passage avec deux quais latéraux encadrant les deux voies de la ligne M1 du métro de Bucarest. Elle est située entre les stations Petrache Poenaru, en direction de Dristor 2, et Eroilor, en direction de Pantelimon.

## Histoire
La station de passage « Grozăvești » est mise en service le 16 novembre 1979, lors de l'ouverture à l'exploitation de la première ligne du métro de Bucarest, longue de 8,63 kilomètre, de Timpuri Noi à Petrache Poenaru (dénommée alors Semanatoarea).

## Service des voyageurs

### Accueil
La station dispose de deux bouches de métro sur la Splaiul Independenței, de chaque côté du passajul Bassarab qui franchit la Dâmbovița . Des escaliers, ou des ascenseurs pour les personnes à mobilité réduite, permettent de rejoindre la salle des guichets et des automates pour l'achat des titres de transport (un ticket est utilisable pour un voyage sur l'ensemble du réseau métropolitain).

### Desserte
À la station Grozăvești, la desserte quotidienne débute avec le passage des rames parties des stations terminus à 5 h 0 et se termine avec le passage des dernières rames ayant pris le départ à 23 h 0 des stations terminus.

### Intermodalité
À Proximité se trouve la station Pod Grozăvești du Tramway de Bucarest (lignes1, 11 et 35), un arrêt de bus desservi par la ligne 601.